# Orosz Könyv Kiadó
Orosz Könyv Kiadó 1945 és 59 között működött romániai könyvkiadó az orosz – illetve a szovjet – kultúra hazai népszerűsítésére. Kezdettől fogva élvezte az ARLUS (Román-Szovjet Baráti Társaság) erkölcsi és anyagi támogatását, s kiadványainak, sorozatainak jó része annak ideológiai-politikai céljait szolgálta.

## 1945-1949 közt
Működésének első szakaszában, 1945-49 között a közvetlen politikum és a marxista-leninista tudománypolitika igényeinek kielégítését tekintette feladatának. 1950-től ezt a feladatot más kiadói szervek (a Politikai Könyvkiadó, a szakszervezeti kiadó, a Tudomány- és Kultúraterjesztő Társaság) vállalták át; ekkor az Orosz Könyv Kiadó tevékenységében előtérbe került a klasszikus orosz és a szovjet irodalom alkotásainak közvetítése.
Az első szakaszban az Orosz Könyv Kiadó magyar részlegének munkája három városban bontakozott ki: Bukarestben, Nagyváradon és Kolozsváron. Az ez idő alatt megjelent 68 kiadvány impresszumában a kiadó működési helyeként felváltva ez a három város szerepel (ezenkívül Temesvár is 1 kiadványon) – nemegyszer ugyanaz a sorozat is más-más városban. A súlypont azonban már 1949-ben áttevődik Bukarestre (a 28 kiadványból 19 ekkor már itteni impresszumot visel), 1950-től pedig a magyar kiadványok megjelenési helyeként is kizárólag Bukarest szerepel.
Az Orosz Könyv Kiadó magyar részlegének vezetője az első szakaszban Máthé Ernő. Később a bukaresti magyar szerkesztőséget Mózes Rodica vezeti, itt dolgozik Botár Emma, Kacsó Judit, Makfalvi (Bajor) Ella, Molnár Tibor, Szőcs Ráchel, Steiner Klára, Vajda Béla.

## 1950-1959 között
Kiadói együttműködés keretében az Orosz Könyv Kiadó 1950-53-ban több orosz nyelv-tankönyvet jelentet meg általános iskolák és népi nyelvtanfolyamok részére, közös kiadásban a Közoktatásügyi Minisztériummal, illetve a Tanügyi és Pedagógiai Könyvkiadóval; néhány politikai és ismeretterjesztő füzetet az ARLUS-szal, a Romániai Demokrata Nők Szövetségével; felszámolásának éveiben (1958-59) pedig az Állami Irodalmi és Művészeti Kiadóval, amelynek bukaresti magyar szerkesztősége a szerkesztők egy részét (Botár Emma, Kacsó Judit) is befogadja.
Az Orosz Könyv Kiadó két Ilja Ehrenburg-könyvvel mutatkozik be a romániai magyar olvasóközönségnek: a Párizs bukását Benamy Sándor fordításában jelenteti meg, egy másik kötetet pedig (Ez történt ezekben az években) ugyancsak 1945-ben Lám Béla fordítja. A magyarországi fordítások átvétele mellett hazai fordítók foglalkoztatása és saját fordítógárda kinevelése végig kiadópolitikai törekvése marad. Az első szakaszban Ilf és Petrov, I. A. Jefremov, E. Kazakevics, Galina Nyikolajeva, Puskin és M. Solohov az ismertebb nevű szerzők (egy kivételével hazai fordítók: Dobó Ferenc, Franyó Zoltán, Jánosházy György, Máthé Ernő tolmácsolásában); a kiadványok legnagyobb részét azonban az 1948-53 között megjelentetett ARLUS-könyvek (összesen 47 brosúra) és az 1948-ban kiadott ARLUS Dokumentációs Központ Magyar Sorozata (28 brosúra) teszik ki, valamint az 1946-ban indított "Népszerű tudomány" sorozat füzetei (ebben 1953-ig 50 füzet jelenik meg), amelyeket a kiadó Ausch Ernővel, Cseh Zsigmonddal, Csehi Gyulával, Csűrös Istvánnal, Horváth Imrével, Incze Andorral, Kenyeres Mártonnal, Keresztes Rózával, Nagy Miklóssal, Román Dezsővel, Tompa Istvánnal, Török Zoltánnal, Virág Verával [Csehi Gyula álneve] fordíttat. (1951-től a füzeteken a fordítók neve már nincs feltüntetve.) A szépirodalom mellett tehát a tudományos terminológiában otthonos szakfordítógárda kinevelésében is szerepe van az Orosz Könyv Kiadónak.
Az első szakaszból figyelmet érdemel még néhány gyermekkönyv (a Gyermekek öröme c. sorozat 4 füzete Ottilia Cazimir és Sz. Mihalkov meséivel), továbbá a később más kiadóhoz került Falu könyvtára és Beszélgetés a falu népével c. politikai ismeretterjesztő propagandasorozat s a Máthé Ernő szerkesztésében 1948-ban indított Nagy írók kis könyvei.
1950-től, a második szakaszban, az Orosz Könyv Kiadó irodalmi jellege válik elsődlegessé. A megszűnésig elkövetkező 10 év alatt 139 irodalmi mű állítható szembe 53 ismeretterjesztő kiadvánnyal. A túlnyomórészt szovjet szerzők (Gorkij, Gulija Georgij, J. Krimov, B. Lavrentyev, Osztrovszkij, B. Polevoj, Popov, Solohov, Anna Szaxe, A. Szurov) mellett 1953-ig csak elvétve bukkan fel egy-egy klasszikus orosz író (Puskin, Csehov) műve; a Sztálin halálát követő "olvadás" éveiben, Ehrenburg és Pavlenko szovjet írók kritikai kiállása után azonban ez az egyensúly is helyreáll, s Ehrenburg, Fagyejev, Fjodor Gladkov, Fegyin, Kulesov, Leonov, Pavlenko, Majakovszkij, Alekszej Tolsztoj mellett Csehov, Csernyisevszkij, Dosztojevszkij,  Fonvizin, Gogol, Korolenko, Szaltikov-Scsedrin, Lev Tolsztoj, Turgenyev, Uszpenszkij műveit, egy kötetnyi orosz népmesét találunk a megjelenő művek között. Ekkor jelenik meg Leonyid Lencs Kedves vendég c. szatirikus írásgyűjteménye (Makfalvi Ella és Bajor Andor fordítása). 1952-ben vesz nagyobb lendületet a Nagy írók kis könyvei c. sorozat, s 1953-ban indul be az Orosz Klasszikusok c. sorozat Csehov, Gorkij, Lev Tolsztoj műveivel.
Ebben a kiadói tevékenységi szakaszban alakítja ki az Orosz Könyv Kiadó saját fordítógárdáját. Ambrozovics Dezső, Áprily Lajos, Csuka Zoltán, Devecseriné Guti Erzsébet, Institoris Irén, Kerek Ernő, Lányi Sarolta, Makai Imre, Radó György, Tábor Béla, T. Mándy Stefánia magyarországi kiadásokból átvett fordításai még jelen vannak (összesen mintegy 15 mű fordítóiként), de a túlnyomó rész hazai fordító, mégpedig nem csak az idősebbek, hanem a nyelvet frissen, az egyetem padjaiban elsajátított nemzedékből valók is (Adorjáni Lenke, Asztalos Ágnes, Bántó István, Békési Ágnes, Makfalvi Ella, Szőcs Rákhel, Szegő György, Szántó Irén). Meghonosítja a kiadó az ún. "társfordítói" rendszert, amelynek révén "nyersfordítások" művészi formába öntésére az akkori romániai magyar irodalom jeleseit nyeri meg. Így találkozunk orosz regények fordítójaként Kós Károly (7 mű), Bajor Andor, Hajdú Zoltán, Horváth Ágoston, Kacsó Sándor, Kemény János, Nagy Elek, Sütő András, Szentimrei Jenő, Tompa László nevével. A társfordítók Dobó Ferenc (önállóan is), Cselényi Béla, Kolumbán József, Kolumbán Mózes, Piroska Ferenc, M. Vajda Veronika és mások.
Az Orosz Könyv Kiadó megszűnése a román kommunista párthatalom szovjet orientációjának az 1950-es évek végén bekövetkezett lazításával függ össze. Míg 1948-54 között évi 20 könyv hagyja el a nyomdát az Orosz Könyv Kiadó impresszumával, ez a szám az 1950-es évek közepétől évi átlagban 11,5-re csökken; 1959-ben már csak 4 művön olvasható a kiadó jelzése, ezeken is az Állami Irodalmi és Művészeti Kiadóval közösen. Nyilván változás következik be általában a romániai kultúra világirodalmi horizontja tekintetében is: nyitottabbá válik az addig kárhoztatott nyugati „burzsoá” szellemi értékek irányában. Az Orosz Könyv Kiadó megszüntetése azonban politikai döntés eredménye.
Az Orosz Könyv Kiadó kiadásában – mintegy a kezdeti évek hagyományához visszatérve – az 1950-es évek közepétől nemcsak a Szovjetunióról szóló szovjet, hanem hazai szerzőktől származó művek is kezdenek megjelenni. 1953-ban Gh. Sărbescu magyarra fordított úti-beszámolója mellett Kovács György Világ fénylő reménye c. könyvét is megjelentették, majd ezt követte 1956-ban Kőmüves Géza Hat nap Moszkvában, 1958-ban pedig Szász János Szeressétek a galambokat c. szovjetunióbeli riportkönyve (egy évben Cezar Petrescu Utas és olvasó c. kötetével, amelyet Békési Ágnes fordított magyarra). Ezekben a könyvekben persze többszörös szűrőn át jelent meg a szovjet társadalom képe, hiszen a hivatalos küldöttséggel oda látogatóknak már az élménylehetőségei is be voltak határolva.